# Port de Casablanca
Port de Casablanca är en hamn i Marocko. Den ligger i den norra delen av landet, 80 km sydväst om huvudstaden Rabat. Port de Casablanca ligger 1 meter över havet. Runt Port de Casablanca är det mycket tätbefolkat, med 3 757 invånare per kvadratkilometer. Närmaste större samhälle är Casablanca, 2,6 km sydväst om Port de Casablanca. Runt Port de Casablanca är det i huvudsak tätbebyggt.